# 문자 정렬
문자 정렬 또는 문자 맞춤은 타이포그래피에서 행 중에서 문자를 어떻게 배치할지의 규칙이다.
컴퓨터에서는 행머리를 일치시키는 왼쪽 정렬이 가장 일반적이다. 인쇄물에서는 행 머리와 행 끝을 같이 일치시키는 양쪽 맞춤이 일반적이다. 그 외에도 특수한 상황에서 사용하는 여러 문자 정렬이 있다.

## 문자 정렬의 종류

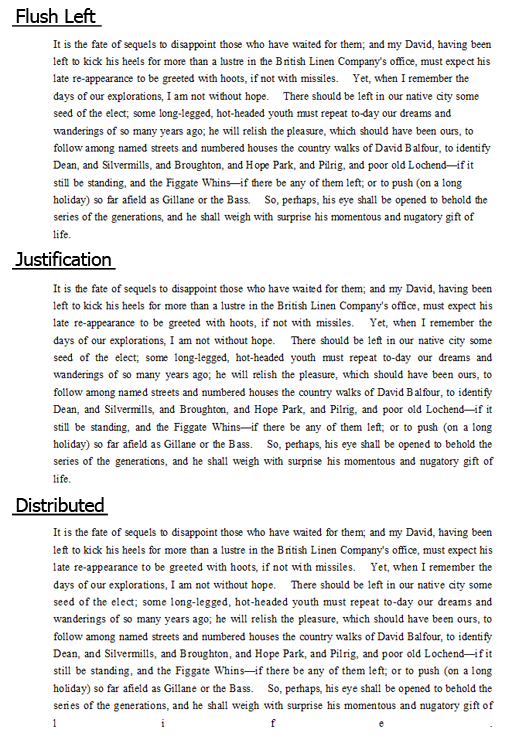
위에서부터 왼쪽 정렬 / 양쪽 정렬 / 평등 할부

왼쪽 정렬
행의 왼쪽 끝(좌횡서라면 행 머리)을 일치시킨다. 행의 오른쪽 끝(행의 끝)으로는 정렬되지 않는다.
오른쪽 정렬
행의 왼쪽 끝(좌횡서라면 행의 끝)을 일치시킨다. 행의 왼쪽 끝(행 머리)으로는 정렬되지 않는다. 서명이나 출전 등의 짧은 글자와 글귀나, 수치(정수) 등에 사용한다. 우횡서에서는 왼쪽 정렬과 오른쪽 정렬의 역할은 거꾸로가 된다.
위쪽 정렬 · 아래쪽 정렬
세로쓰기에서의 왼쪽 정렬 · 오른쪽 정렬에 상당한다.
가운데 정렬
행의 가운데를 일치시킨다. 행 머리 · 행 끝 모두 맞추지 않지만, 아웃 라인이 좌우대칭이 된다. 제목이나 눈에 띄게 하고 싶은 짧은 문장 등에 사용한다.
양쪽 정렬(펑균 할부, 재스티피케이션)
행의 양쪽 끝을 모두 일치시킨다. 행의 길이가 일정하지 않는 경우에는 자간(로마자에서는 어간)을 조정해서 길이를 일정으로 한다. 평균 할부(distribution)는 로마자에서는 거의 사용되는 일이 없지만, 한글 등 동아시아에서는 문서의 보기에 좋게 하기 위해서 사용된다.
소수점 맞춤
수치(소수)에 대해서 소수점의 위치를 일치시킨다.
등호 맞춤
수식에 대해서 등호나 부등호의 위치를 일치시킨다.

## 예시
| 왼쪽 정렬, 왼쪽 맞춤     | ■■■■■■ ■■■ ■■■■ |
| 오른쪽 정렬, 오른쪽 맞춤 | ■■■■■■ ■■■ ■■■■ |
| 가운데 정렬, 가운데 맞춤 | ■■■■■■ ■■■ ■■■■ |